# Lars Bender
Lars Bender (Rosenheim, Njemačka, 27. travnja 1989.) umirovljeni je njemački nogometaš i nacionalni reprezentativac. Igrao je na poziciji veznog.

## Karijera

### Klupska karijera
Bender je profesionalnu karijeru započeo 2006. godine u bavarskom TSV 1860 Münchenu gdje je tri godine prije toga igrao u juniorskom sastavu. 18. kolovoza 2009. Bender potpisuje trogodišnji ugovor za Bayer Leverkusen.
Igrač je prvi gol za novi klub zabio u utakmici Bundeslige protiv Eintracht Frankfurta. Tijekom sezone 2010./11. Bender je stekao status stanadardnog igrača Bayera.

### Reprezentativna karijera
Prije nastupa u seniorskoj, Bender je igrao u njemačkim mladim reprezentacijama te je s U19 sastavom osvojio europski naslov 2008. godine. Debi u seniorima imao je u rujnu 2011. u prijateljskoj utakmici protiv Poljske. Tada je ušao u igru kao zamjena Simonu Rolfesu a utakmica je završila rezultatom 2:2.
U svibnju 2012. njemački izbornik Joachim Löw uveo je igrača na popis reprezentativaca za predstojeće Europsko prvenstvo u Ukrajini i Poljskoj. Na tom turniru Bender je ušao u igru pred kraj utakmice u skupini protiv Portugala.

## Osvojeni trofeji

### Reprezentativni trofeji
| Turnir   | Trofej   | Godina   |
| Njemačka | Njemačka | Njemačka |
| -------- | -------- | -------- |
| EURO U19 | Zlato    | 2008.    |

## Vanjske poveznice
- Profil, Fussballdaten.de
- Profil, Transfermarkt